# Dolores Reyes
Dolores Reyes (Buenos Aires, 1978) es una escritora, docente y feminista argentina. En el 2019, publicó su primera novela, Cometierra, que obtuvo una amplia recepción crítica y de ventas y fue traducida a más de diez idiomas. Su obra se encuentra caracterizada por el tratamiento del femicidio, la violencia de género en América Latina y la maternidad.

## Biografía
Dolores Reyes nació en el año 1978 en la ciudad de Buenos Aires, Argentina. Estudió el Profesorado de Enseñanza Primaria en el Colegio Normal 10, y Griego y Culturas Clásicas en la Universidad de Buenos Aires.
En el 2019, después de participar del taller de escritura de la escritora argentina Selva Almada, publicó su primera novela, Cometierra. El libro se convirtió en un éxito crítico y de ventas, tanto en la Argentina como en el resto del mundo. Fue traducido y publicado al inglés por la editorial Harper Collins, al italiano por Solferino, al francés por Éditions de l´Observatoire, al sueco por PalabraForlag y al polaco por Mova, además de haber sido finalista de los premios Fundación Medifé-Filba, Memorial Silverio Cañada, Mario Vargas Llosa y Sara Gallardo.
En el 2023, la escritora publicó su segunda novela, Miseria, continuación de Cometierra.

## Vida personal
Reyes es madre de siete hijos. Acerca de la escritura y la maternidad, dijo: «es difícil hacerse del tiempo con tantos niños y tantas actividades, pero trato de levantarme antes que nadie, hacerme un café y escribir. Siempre me resultó muy productivo y, día tras día, va dejando sus frutos».

### Influencias
Acerca de sus influencias y autores más importantes, la escritora mencionó a los autores Herman Hesse, Juan José Saer, Antonio Di Benedetto, Leonardo Oyola, Alejandra Pizarnik, Alice Munro, Libertad Demitrópulos, Sara Gallardo y Silvina Ocampo. Además, dijo leer «mucho» a las autoras Gabriela Cabezón Cámara, Selva Almada, Mariana Enríquez y Samanta Schweblin, y admirar «muchísimo» a Camila Sosa Villada, Belén López Peiró, Guadalupe Nettel, Fernanda Melchor, María Fernanda Ampuero, Mónica Ojeda, Lina Meruane y Leila Guerriero.

## Obra

### Novela
- Cometierra (2019, Sigilo)
- Miseria (2023, Alfaguara)